# Egira pallidior
Egira pallidior är en fjärilsart som beskrevs av Smith 1899. Egira pallidior ingår i släktet Egira och familjen nattflyn. Inga underarter finns listade i Catalogue of Life.